# Shinisauridae
Shinisauridae је фамилија гуштера чији је једини живи представник кинески крокодил-гуштер (Shinisaurus) који насељава Кину и Вијетнам. У фамилију се такође укључује и изумрли северноамерички род Bahndwivici из еоцена.